# Więzienie Ciężkie na Świętym Krzyżu
Więzienie Ciężkie na Świętym Krzyżu – więzienie funkcjonujące w latach 1886–1945, zlokalizowane na Łysej Górze w Świętym Krzyżu (od 1 stycznia 2019 części miasta Nowa Słupia).

## Początki
W 1819 r., w ramach kasaty klasztorów w Królestwie Polskim, władze Cesarstwa Rosyjskiego zlikwidowały klasztor benedyktynów na Świętym Krzyżu. W 1852 r. w budynkach poklasztornych ulokowano Instytut Księży Zdrożnych, a od 1886 r. do 1914 r. więzienie carskie zwane „Polskim Sachalinem”. Ze względu na warunki atmosferyczne był to najsurowszy zakład karny w zaborze rosyjskim. Na klimat skarżyli się już - przetrzymywani w pobenedyktyńskim klasztorze od 1852 r. - księża zdrożni. W początkowych latach działalności nosiło nazwę Opatowskiego Więzienia Karnego, a następnie – Kieleckiego Więzienia Poprawczego.

## Lata międzywojenne
W 1918 r., decyzją nowych władz Polski, utworzono Więzienie Ciężkie na Świętym Krzyżu. Jego naczelnikiem mianowano Mieczysława Butwiłowicza, który swą funkcję pełnił do 1939 r. Dzięki niemu wyremontowano zniszczone budynki, poprawiając standard więzienia. Udało się znacznie ograniczyć śmiertelność i choroby wśród więźniów. Utworzono orkiestrę, w skład której wchodzili pracownicy straży więziennej. Więzienie przeznaczone było dla skazanych na wieloletnie wyroki lub dożywocie. Karę odbywali tu pospolici przestępcy, trzymano w nim również więźniów politycznych: komunistów, podejrzanych o szpiegostwo i członków Organizacji Ukraińskich Nacjonalistów. Jednymi z najbardziej znanych osadzonych byli: Sergiusz Piasecki (autor powstałej na Świętym Krzyżu powieści „Kochanek Wielkiej Niedźwiedzicy”) oraz przywódca OUN Stefan Bandera. Więźniowie pracowali w warsztatach tkackich, ślusarskich, kuźni i piekarni. Od 1924 r. funkcjonowała tu szkoła i biblioteka. W czasach II RP minister sprawiedliwości Stanisław Car nazwał zakład na Łysej Górze „najcięższym więzieniem w Polsce w typie dawnej katorgi rosyjskiej”.

## Bunt więźniów (1925)
20 września 1925 w więzieniu wybuchł bunt osadzonych. Na jego czele stanął były żołnierz Jan Kowalski. Więźniowie zdobyli broń przechowywaną w kancelarii zakładu. Próbowali wydostać się poza mury więzienia. Próba ta zakończyła się niepowodzeniem. Zatrzymali ich okoliczni mieszkańcy i strażacy z Nowej Słupi, uzbrojeni w broń z prywatnej kolekcji naczelnika Butwiłowicza. Jako, że tego dnia odbywały się uroczystości z okazji święta policji, posiłki z Kielc przybyły z opóźnieniem. Na czele wyprawy liczącej 30 policjantów oraz 7 samochodów stanął wojewoda Ignacy Manteuffel. Akcją dowodził komendant Kieleckiego Okręgu Policji Państwowej inspektor Jarosław Barwicz, a także nadkomisarz Józef Kamala (Powiatowy Komendant Policji Państwowej w Kielcach). Akcja pacyfikacyjna rozpoczęła się o godz. 17.00 po przybyciu funkcjonariuszy z Iłży, Buska i Opatowa. Kiedy od kuli zginął Kowalski, wśród buntowników zapanował chaos. Również braki w amunicji przyspieszyły stłumienie rebelii. W wyniku buntu śmierć poniosło dwóch dozorców, zastrzelono też pięciu uciekinierów.
Proces rebeliantów odbył się 3 listopada 1925 przed Sądem Okręgowym w Kielcach. Jeden z buntowników skazany został na karę śmierci (później został ułaskawiony), a pozostali na dożywocie. Bunt i sam proces były szeroko komentowane w prasie. Zastanawiano się, kto pomagał z zewnątrz, dostarczając plany oraz informacje.

## II wojna światowa
W czasie okupacji Niemcy urządzili na Świętym Krzyżu obóz dla jeńców z Armii Czerwonej. Panujące tam warunki odzwierciedlały napisy głoszące, że kanibalizm będzie karany rozstrzelaniem. Na polanie Bielnik pochowano ok. 6 tys. ofiar.

## Po II wojnie światowej
W pierwszych latach po zakończeniu II wojny światowej budynek przez krótki czas pełnił funkcję schroniska PTTK. Następnie przeszedł pod zarząd Lasów Państwowych, a w 1950 r. Świętokrzyskiego Parku Narodowego. Od 1972 r. placówka jest otwarta dla turystów. Obecnie stanowi siedzibę Muzeum Przyrodniczego Świętokrzyskiego Parku Narodowego na Świętym Krzyżu.